# Von Griechenland
Von Griechenland ist ein Dokumentarfilm in Schwarzweiß aus Deutschland von Regisseur Peter Nestler aus dem Jahr 1966. Der Film wurde am 16. Februar 1966 in Oberhausen uraufgeführt und von der Fachpresse als kommunistisches Machwerk diffamiert. Dies führte zur berufsbedingten Emigration des Regisseurs nach Schweden. Der Film schildert den Kampf gegen den Faschismus in Griechenland und reflektiert die innenpolitischen Konflikte des Staates in den Sechzigerjahren, die schließlich zur Griechischen Militärdiktatur von 1967 bis 1974 führten.

## Inhalt
Der Film versucht dem Phänomen des Faschismus in Griechenland von 1940 bis zu den Dreharbeiten im Sommer 1965 nachzugehen und zwar in drei Abschnitten: (1) der Partisanenkampf der kommunistisch geführten ELAS gegen die Kriegsverbrechen der Deutsche Besatzungsarmee; (2) der unmittelbar nach dem Ende der Besatzungszeit 1944 einsetzende Bürgerkrieg zwischen der ELAS und der rechtsgerichteten EDES, die von den Besatzungsmächten Großbritannien und den USA unterstützt wurde und mit dem Sieg der rechten, royalistischen Kräfte endete und (3) der politischen Kampf der darauffolgenden Zeit, in der bis in die 1960er Jahre viele Bürgerrechte eingeschränkt blieben. Im Zentrum stehen hier die Demonstrationen gegen die vorzeitige Ablösung des liberalen Ministerpräsidenten Georgios Papandreou, der sich in einem Machtkampf mit dem rechtsgerichteten Militär befand, welches vom Königshof und den Rechtskonservativen unterstützt wurde.
Ins Zentrum seiner Dokumentation stellt Nestler die von deutschen Besatzungstruppen begangenen Kriegsverbrechen beim Massaker von Distomo bei dem am 10. Juni 1944 eine SS Einheit 1800 Einwohner des Dorfes Distomo in Zentralgriechenland getötet hatten. Nestler erzählt die Geschichte vor den Bildern einer langen Sequenz eines Interviews mit einer schwarzgekleideten Dorfbewohnerin, ohne allerdings diese näher zu bezeichnen oder ihr Stimme zu verleihen. In einer zweiten Sequenz verliest er den Brief einer Mutter an ihren zum Tode verurteilten Sohn vor dem Bild eines Baumes an der Küste.
Der Film ist in einer agitatorisch-belehrenden Weise gestaltet, der die politischen Ereignisse der vergangenen fünfundzwanzig Jahren aus antifaschistischer Sicht zu erzählen versucht. Er verzichtet auf die Erzählungen von Zeitzeugen und kommt allein durch Narration des Erzählers aus. Einzelnen Sequenzen sind mit der Musik des Komponisten, Politikers und „Volkshelden“ Mikis Theodorakis unterlegt. Bei den Demonstrationen des Jahres 1965 wiederholt Nestler die Losungen der Demonstranten, ohne sie zu interpretieren. Der Film endet mit dem Aufruf des Sprechers: „Der Faschismus muß überwunden werden, es wird ein freies Griechenland geben, es lebe das griechische Volk!“
Am 21. April 1967, also weniger als zwei Jahre nach Ende der Dreharbeiten ergriff im sogenannten Obristenputsch das griechische Militär die Macht und errichtete eine Militärdiktatur.

## Rezeption
Im Dokumentarfilm 5 Bemerkungen zum Dokumentarfilm äußert sich der interviewte Peter Nestler folgendermaßen: „Die Notwendigkeit des Kampfes gegen den Faschismus ist einfach damals für mich mit der Literatur über den Nazi-Faschismus klargeworden. Ich hab immer mehr gesehen, wie groß die Gefahr des Faschismus ist, wie es Brecht formuliert: ‚Der Schoß ist fruchtbar noch, aus dem dies kroch.‘ (Es sind) die Eigentumsverhältnisse und die gesellschaftlichen Verhältnisse, die den Faschismus groß gemacht hatten, immer noch ….. Und Griechenland war ein gutes Beispiel. Diesen Film ‚Von Griechenland‘ konnte ich nicht verkaufen. Ich habe probiert und das bei jeder Anstalt, bei jedem Sender und das ist mir nicht gelungen. Ich hätte gerne in der Bundesrepublik gearbeitet und bin nach Schweden nur gegangen, weil ich gehofft habe, hier wenigstens Filme weiter machen zu können. In der Bundesrepublik ging es nicht mehr.“
Tatsächlich war Nach Griechenland vor allem vor dem Hintergrund des Kalten Krieges und der Involvierung von Großbritannien und der USA in die politischen Kämpfe Griechenlands der Nachkriegszeit ein Film, der beim herrschenden Establishment in Deutschland äußerst unerwünscht war. Dies führte zu Boykott und Skandalisierung. Auf den Kurzfilmtagen in Oberhausen wird der Film scharf kritisiert und von der Branchenzeitschrift Filmecho/Filmwoche als kommunistisches Machwerk bezeichnet. Nestler wurde von den öffentlich-rechtlichen Fernsehanstalten endgültig nicht mehr beauftragt. Nestler zog darauf 1967 nach Schweden, wo er verwandtschaftliche Beziehungen hatte.
Von Griechenland ist aktuell in einer DVD mit dem Gesamtwerk Peter Nestlers zugänglich, der 16-mm-Film wurde auf DCP (Digital Cinema Package) transferiert.